# Zyklon Larry
Zyklon Larry war ein tropischer Wirbelsturm der australischen Zyklonsaison 2005–2006. Der Zyklon bildete sich am 16. März 2006 über dem Südpazifik über dem östlichen Korallenmeer. Das System intensivierte sich rasch und zog stetig nach Westen. Larry erreichte am 20. März 2006 das Land in Far North Queensland in der Nähe von Innisfail mit der Kategorie 4 mit Windgeschwindigkeiten bis 240 km/h. Larry richtete innerhalb kurzer Zeit große Schäden an, bevor er zum Erliegen kam.
In Queensland verursachte der Sturm Schäden in der Höhe von ungefähr 1,5 Milliarden Australische Dollar (AUD), das sind etwa 1,1 Milliarden US-Dollar (USD). Das machte ihn unter Vernachlässigung der Inflation zu dem bis dahin teuersten Wirbelsturm in Australien, noch vor Zyklon Tracy von 1974; erst Zyklon Yasi verursachte 2011 höhere Sachschäden.

## Sturmverlauf

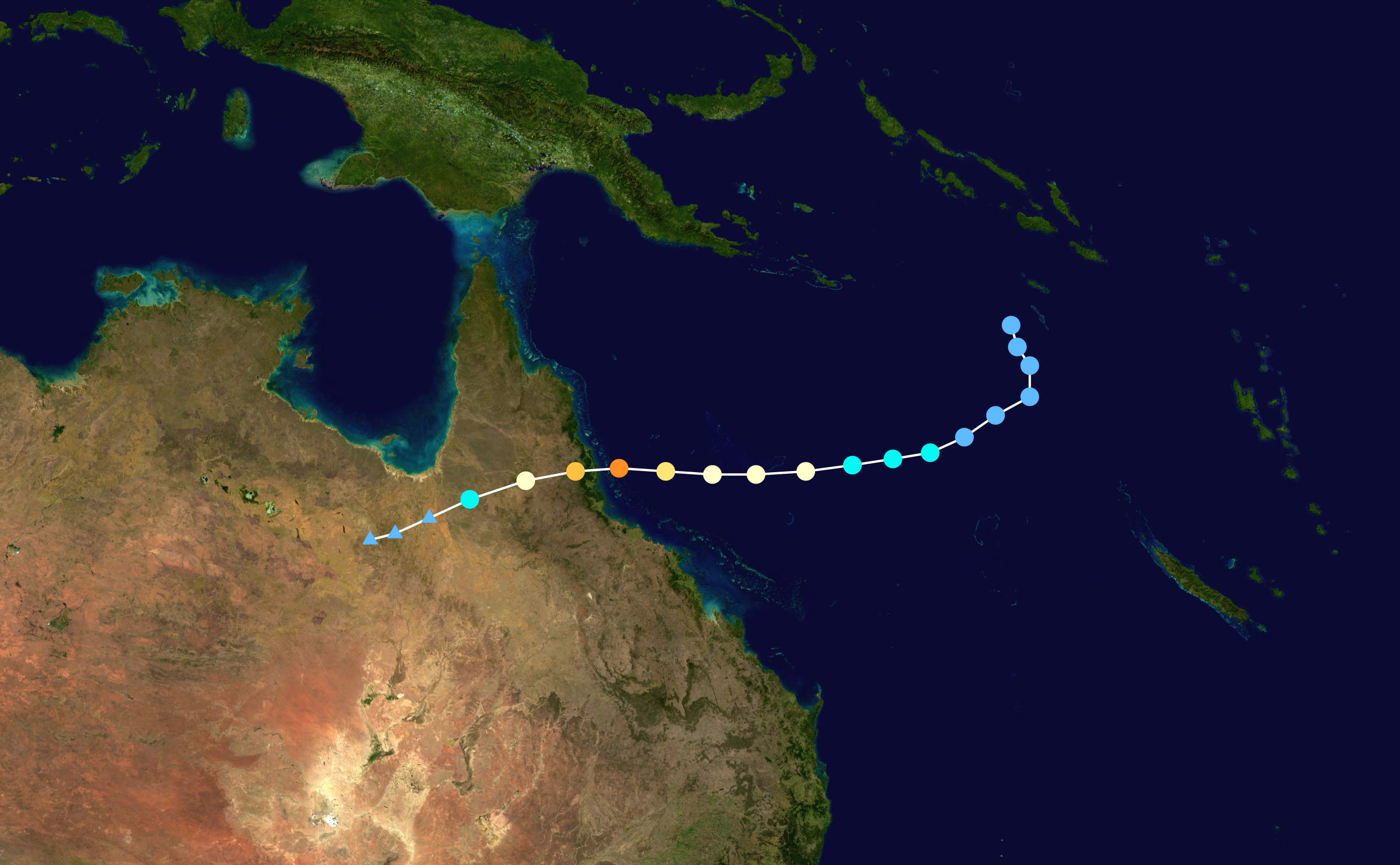
Zugbahn des Zyklons

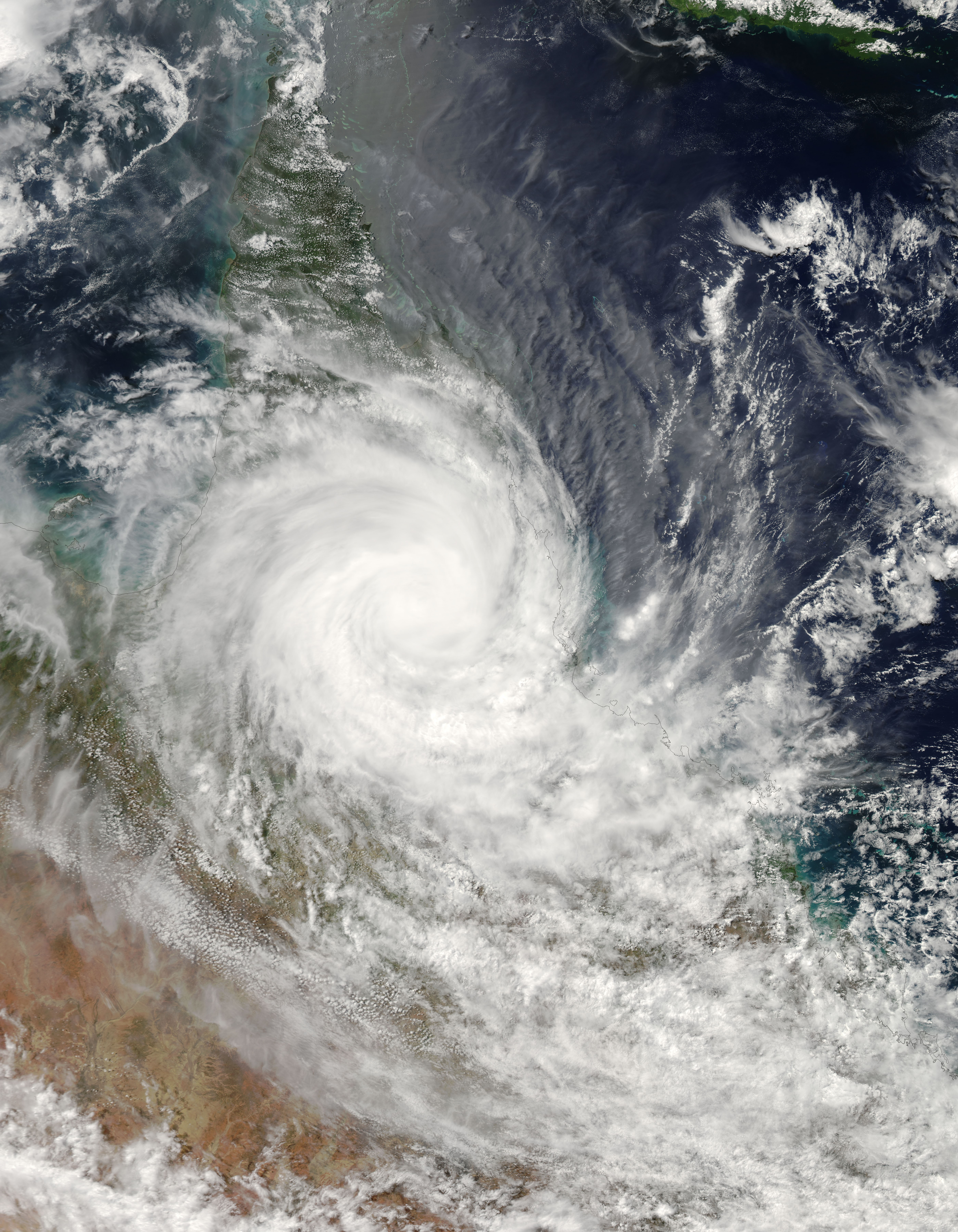
Zyklon Larry beim Erreichen der Küste von Queensland am 20. März 2006

Larry ging aus einem Tiefdruckgebiet über dem östlichen Korallenmeer hervor, das vom australischen Bureau of Meteorology vom 16. März 2006 an beobachtet wurde. Das Tief entwickelte sich am 18. März 2006 1150 km vor der Küste Australiens zu einem tropischen Zyklon. Larry verstärkte sich zu einem Kategorie-2-Zyklon nach der australischen Skala, bevor der Sturm sich nahe genug an die Küste angenähert hatte, um die Ausgabe von Sturmwarnungen für das Festland zu rechtfertigen. Er erreichte seine größte Intensität am oberen Ende der Kategorie 4. Das Auge von Zyklon Larry überquerte zwischen 6:20 Uhr und 7:20 Uhr Ortszeit (AEST) am 20. März die Küste in der Nähe von Innisfail. Die vorläufigen Daten deuteten darauf hin, dass der Wirbelsturm mit andauernden Windgeschwindigkeiten von 290 km/h und in Böen 310–320 km/h erreicht haben könnte. Bei der Nachanalyse stellte sich dann allerdings anhand von Messungen der Wetterstationen an Land heraus, dass Zyklon Larry in dem Gebiet, in dem er an Land gezogen war, in Böen maximale Windgeschwindigkeiten von 240 km/h erreichte.
Während des Landfalls wurde in Innisfail eine zehnminütig andauernde Windgeschwindigkeit von 200 km/h aufgezeichnet; dieser Wert entspricht theoretisch der einminütig andauernden Windgeschwindigkeit von rund 230 km/h und somit der Kategorie 4 der Saffir-Simpson-Hurrikan-Windskala.
Über Land verlor Larry stetig an Kraft, und um 01:00 Uhr AEST am 21. März wurde der weiter landeinwärts ziehende Sturm zu einem tropischen Tief zurückgestuft. Larry verlor dann, weiter in Richtung des Westens von Queensland ziehend, seine tropischen Eigenschaften nördlich von Mount Isa. Die verhältnismäßig kurze Existenz von Zyklon Larry ist auf seine Zuggeschwindigkeit zurückzuführen; das System bewegte sich sehr rasch über das Korallenmeer und löste sich ungefähr nach 24 Stunden über Land auf.
Zyklon Larry galt als der schlimmste Zyklon an der Küste Queenslands seit 1931, bis er 2011 von Zyklon Yasi übertroffen wurde. Einen Monat später verwüstete Zyklon Monica das Küstengebiet von Queensland.

## Auswirkungen

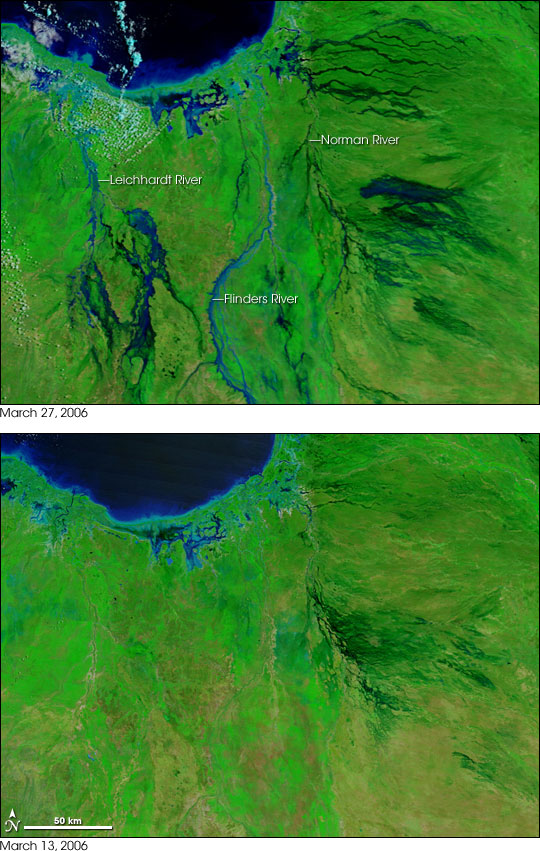
Das Falschfarbenbild zeigt das Ausmaß der durch Zyklon Larry verursachten Überflutung im Gebiet um Normanton und Karumba. Das obere Bild wurde am 22. März 2006 aufgenommen, das untere Bild entstand vor dem Sturm am 13. März 2006

Der Zyklon zog am 22. und 23. März über den Nordwesten von Queensland und führte starke Niederschläge mit sich. Gereta Station nördlich von Mount Isa verzeichnete innerhalb von 48 Stunden 583 mm Regen. Es gab schwere Überschwemmungen entlang des Leichhardt Rivers, wodurch einige Rinderfarmen überschwemmt wurden.
In Cairns waren der Internationale Flughafen und der Hafen wegen des Zyklons geschlossen und alle Flüge wurden gestrichen. Innisfail, in der Nähe der Stelle, wo Larry an Land gezogen war, wurde schwer beschädigt. In Babinda, rund 30 km nördlich von Innisfail, wurden bis zu 80 % der Gebäude in Mitleidenschaft gezogen.
Zyklon Larry war zum damaligen Zeitpunkt der stärkste Zyklon in Queensland seit fast einem Jahrhundert. Dem Exekutivdirektor der Counter Disaster Rescue Services von Queensland, Frank Pagano, zufolge war Zyklon Larry „der zerstörerischste Zyklon, den wir an der Ostküste Queensland möglicherweise für viele Jahrzehnte sehen werden… es hat große Verwüstungen gegeben“, und Peter Beattie, der damalige Premierminister des Bundesstaates verglich die Gefahrenlage mit Zyklon Tracy.
Der australische Ministerpräsident John Howard stellte das „enorme Ausmaß“ des Zyklons fest und entsandte mehrere Hubschrauber der Typen UH-60 Black Hawk und CH-47 Chinook, die sich an Rettungsmaßnahmen nach dem Sturm beteiligten. Außerdem stellte die australische Bundesregierung den vom Zyklon betroffenen Gewerbetreibenden einen Zuschuss von 10.000 AUD zur Verfügung.
Die Regierung des betroffenen Bundesstaates legte einen Hilfsfonds auf; dieser hatte zunächst einen Umfang von 100.000 AUD, wovon die Commonwealth Bank anfänglich 50.000 AUD zur Verfügung stellte, ihren Beitrag nach der Begutachtung der Schäden auf eine Million AUD erhöhte. Der Premierminister von Queensland bat jeden um Unterstützung der Menschen, die unter den Verwüstungen des Zyklons gelitten hatten.

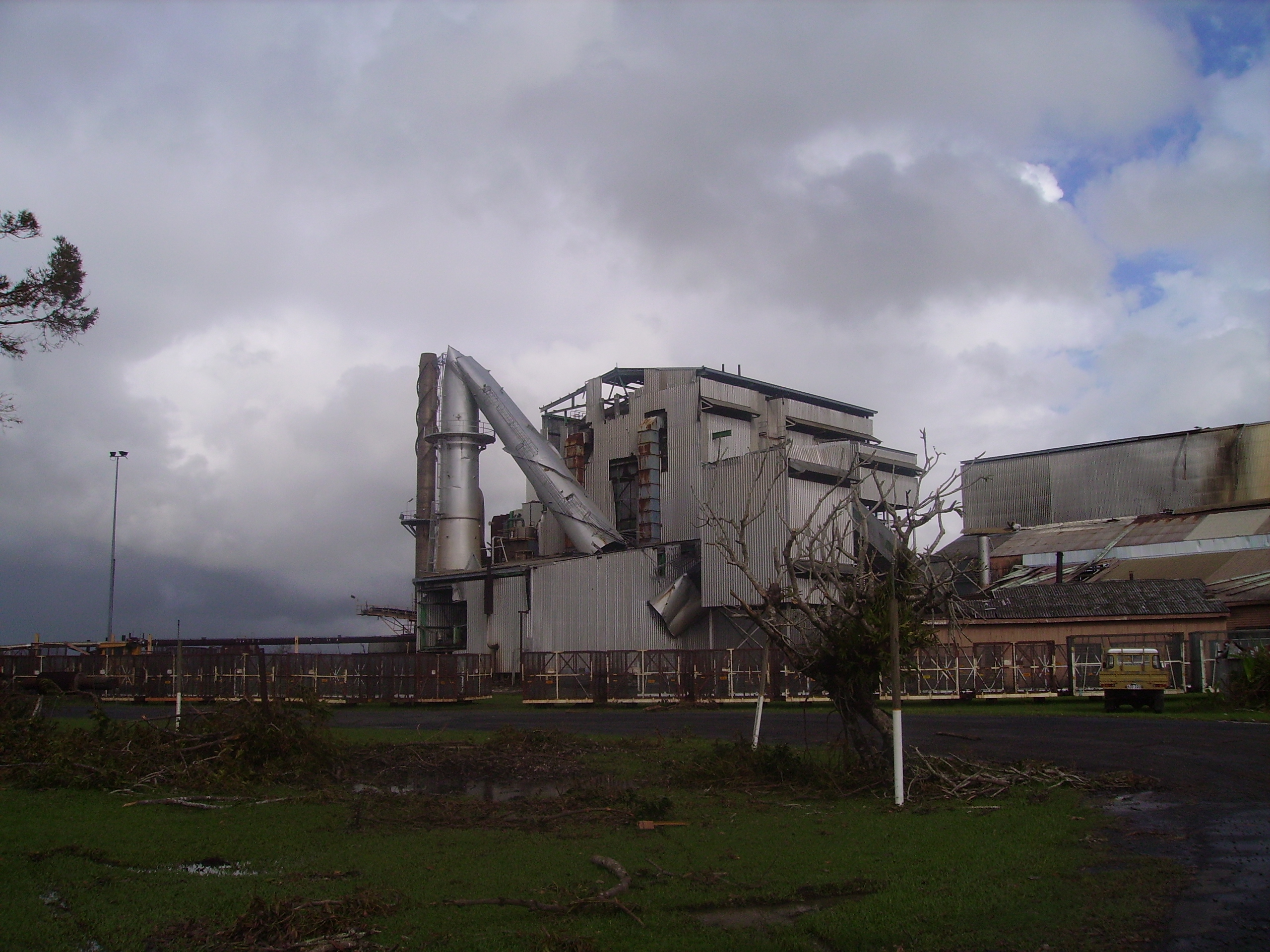
Auch die Zuckerfabrik in Mourilyan wurde beschädigt.

Die Atherton Tablelands wurden durch Zyklon Larry durch Schäden an Gebäuden und Ausfall des Strom-, Trinkwasser- und Telefonnetzes stark in Mitleidenschaft gezogen. Weitere Städte, in denen der Sturm verbreitet Schäden anrichtete, waren Silkwood, wo 99 % aller Häuser beschädigt wurden, sowie Kurrimine Beach und Mission Beach, wo jeweils 30 % aller Häuser Schäden aufwiesen. In Cairns, der größten Stadt in der vom Zyklon betroffenen Region, umfasste der Sachschaden zumeist heruntergerissene Stromleitungen und durch umgerissene Bäume beschädigte Häuser. Am Flughafen von Cairns kippte starker Wind kleinere Flugzeuge um.
Eine Schadensaufnahme der Gebäude in der Region Innisfail ergab, dass die Mehrheit der Gegenwartsbauten konstruktiv intakt blieben, aber viele Rollläden zerstört wurden. In dem Bericht wurde festgehalten, dass die meisten Strukturen dem Zyklon hatten standhalten müssen, da die Windstärken, die auf die Gebäude einwirkten, unter dem Schwellenwert lagen, der in den Baustandards der Region vorgeschrieben ist. Gebäude, die vor der Verschärfung der Bauvorschriften entstanden, wurden durch den Zyklon stärker beschädigt. Insgesamt entstand an etwa 10.000 Häusern Sachschaden.

### Bananenmangel
Die Landwirtschaft der Region, in der von knapp 6000 Beschäftigten mehr als 80 % von Australiens Bananen angebaut werden, wurde stark in Mitleidenschaft gezogen. Der Zyklon zerstörte 80–90 % von Australiens Bananenpflanzen. Da Bananen nicht nach Australien importiert werden dürfen, um Ungeziefer fernzuhalten, kam es für den Rest des Jahres zu einem Bananenmangel, durch den die Preise um 400–500 % stiegen.